# 單卡拉比
單卡拉比（英語：Decarabia），是所罗门七十二柱魔神中排第69位的魔神，位階侯爵，統帥30個軍團。是颗五角星。擅长判别宝石或鸟类，可以化为鸟形。

## 流行文化
- 遊戲《真·女神轉生》系列中的仲魔。
- 遊戲《女神異聞錄》系列中的人格面具。